# Adam Rafferty
Adam Rafferty (nacido en New York el 25 de enero de 1969) es un guitarrista y compositor. Es especialmente conocido por sus arreglos altamente rítmicos y energéticos de canciones de pop clásicas de Stevie Wonder, Michael Jackson y The Beatles, canciones brasileras de Antonio Carlos Jobim y Jorge Ben, y por el uso de la técnica de “beat box humano” (percusión de hip hop vocal) en coordinación con un toque de guitarra solista complejo y contrapuntístico.

## Inicio
Adam Rafferty nació el 26 de enero de 1969 y creció en Harlem.

## Estilo Musical
Adam Rafferty es conocido principalmente por su guitarra “fingerstyle” – un estilo de tocar la guitarra en el que los bajos, la melodía y la armonio de acompañamiento se tocan simultáneamente en una guitarra solista. 
La guitarra “fingerstyle” está basada en el sonido country de Nashville. La guitarra "fingerstyle" llega a la popularidad a través de grabaciones de Merle Travis, Chet Atkins y Jerry Reed, y actualmente de Tommy Emmanuel. Rafferty integra diferentes influencias musicales al género, basadas en las experiencias musicales de su niñez en New York. Utiliza sonidos de los 70s y 80s en su música – principalmente los de hip hop, funk, jazz y R&B.
Una de las innovaciones de Rafferty es la adición a la guitarra fingerstyle de percusión vocal hip hop, llamada “beat box” humano. Aprendió la técnica beat box de los discos de Run DMC de los 80s en New York y de su experiencia previa como rapero. Rafferty usa una guitarra australiana Maton EBG808-C “Michael Fix” como instrumento principal. Rafferty viaja con dos guitarras, una principal y una de respaldo (las dos idénticas).

## Desarrollo Musical
La primera inspiración de Rafferty fue su padre tocando una guitarra Martin D-28 para el. Desde ese momento, se interesó en la guitarra. A los 6 años, estaba estudiando con la leyenda local Woody Man y explorando el blues y la música country. Unos años después, Rafferty fue introducido a la guitarra clásica con instrucción formal de Dennis Cinelli y Pat O'Brien.
En 1986, Rafferty inicio estudios en la State University of New York at Purchase, con enfoque en guitarra clásica. Al mismo tiempo, continuó una fructífera colaboración con su amigo de la infancia y baterista John-Christan Urich (Tortured Soul). Rafferty y Urich han tocado en diferentes contextos, desde Hard rock hasta R+B. Al terminar sus estudios en Purchase, adoptó la guitarra eléctrica como su instrumento primario, mencionando el dogma y conservatismo de la pedagogía de guitarra clásica como la razón principal para el cambio.
En la segunda parte de los 80s, Rafferty y Urich centraron su atención en el hip-hop. Formaron el dúo "Raf and Cooly C", apoyados por una banda en vivo, con Adam rapeando y tocando guitarra, y Urich en batería y beat box. Los dos se convirtieron en un fenómeno local, y fueron reclutados para tocar en el álbum BRING ME EDELWEISS de la banda austríaca Edelwess para Atlantic Records. A pesar de que el álbum fue un éxito rotundo en Europa, obteniendo disco de oro, Rafferty y Urich nunca recibieron ningún pago por su contribución.

## Carrera como Guitarrista de Jazz
En 1989, Rafferty dejó el dúo "Raf and Cooly C" y empezó a explorar el jazz. Luego de ver al pianista Mike Longo (Dizzy Gillespie) tocar en Birdland, empezó a tomar clases privadas con el veterano jazzista. Luego de graduarse de la universidad, Rafferty continue su con Longo, aplicando rápidamente las nuevas habilidades a jam sessions y toques en New York, entre otros.
A medida que el talento de Rafferty se fue difundiendo, empezó a aparecer en bandas con muchos artistas de Jazz establecidos, incluyendo: Lou Donaldson, Buster Williams, Frank Wess, Virgil Jones, Gloria Lynn, Bob Cranshaw y The Dizzy Gillespie Big Band (dirigida por Jimmy Owens). Rafferty cruzó caminos con talentos de su generación como Eric Person, Norah Jones and Chris Potter.

## Transición a la guitarra "fingerstyle"
En 2007, luego de un desgastante tour por Europa, Raffert empezó a revaluar su identidad musical. Coincidencialmente, nn amigo le mostró un video del guitarrista “fingerstyle” Tommy Emmanuel. Inspirado por Emmauel, Adam empezó a experimentar con la guitarra acústica, haciendo arreglos de canciones pop, y usando un estilo único que le hizo posible tocar líneas de bajo, melodía y líneas de acompañamiento simultáneamente.
Su primer álbum como guitarrista acústico solista (“Gratitude”) fue grabado en su propio apartamento en Jackson Heights NY. 
Al mismo tiempo, Rafferty empezó a usar Youtube para distribuir directamente a sus fanes música grabada en vivo desde su apartamento de NY. Sus versiones over the “Billie Jean” de Michael Jackson y “Superstition” de Stevie Wonder tienen más de un millón de vistas hasta el momento.

## Trabajo con Tommy Emmanuel
Siguiendo la sugerencia de un fan en Youtube, Adam Rafferty fue al Chet Atkins Appreciation Society en 2008 para tocar y conectarse con guitarristas de la comunidad “fingerstyle”. Ese mismo año, Rafferty fue contactado para aparecer como invitado en el concierto de Tommy Emmauel en el club B.B. Kings de New York. 
Presentaciones adicionales con Emmanuel ocurrieron en el Bangkok Guitar Festival, luego en Helsinki, Finalndia en 2009 y nuevamente en B.B. Kings en 2010. La asociación con Emmanuel le permitió conocer y tocar con otros artistas acústicos establecidos, entre ellos, Michael Fix y Joe Robinson.

## Premios
In 2011, Adam 's tribute to Michael Jackson, entitled "I Remember Michael" won Jazziz magazine's critic's choice award as a top 10 CD of 2011. "I Remember Michael" is Rafferty's fourth album as an acoustic artist. [2]
En 2011, el tributo de Rafferty a Michael Jackson llamado “I Remember Michael” ganó el premio de los críticos de la revista Jazziz como uno de los top 10 albums de 201. Este fue el cuarto álbum de Rafferty cono artista acústico.

## Discografía

### Como líder
- 1993 "First Impressions" CAP Records with Mike Longo, Paul West, Ray Mosca
- 1997 "Blood Sweat and Bebop" CAP Records with Mike Longo, Bob Cranshaw, Ray Mosca
- 2001 "Kush" CAP Records with Danton Boller, Russ DiBona
- 2003 "Three Souls" CAP Records with Danton Boller, Tomas Fujiwara
- 2003 "The New York Trio Project" with John Menegon, Jeff Siegel

### Como guitarrista "fingerstyle"
- 2007 "Gratitude"
- 2008 "Chameleon"
- 2009 "A Christmas Guitar Celebration"
- 2011 "I Remember Michael"

### Como sideman
- 2011 "Two Timing" Michael Fix
- 2000 "Explosion" Mike Longo's NY State of the Art Jazz Ensemble
- 2001 "Aftermath" Mike Longo's NY State of the Art Jazz Ensemble
- 2004 "Oasis" Mike Longo's NY State of the Art Jazz Ensemble
- 2006 "Free at Last " Jim Balagurchik

## Material Educativo
Rafferty ha contribuido a la educación musical, produciendo numerosos libros y videos educativos de jazz y guitarra “fingerstyle”, publicados por su propia compañía Crescent Ridge Publishing.